# Soutěsky
Soutěsky je malá vesnice, část obce Malá Veleň v okrese Děčín. Nachází se na území Chráněné krajinné oblasti České středohoří asi 1,5 km na severozápad od Malé Veleně. Prochází zde silnice II/262. Je zde evidováno 44 adres. V roce 2011 zde trvale žilo 114 obyvatel.
Soutěsky leží v katastrálním území Malá Veleň o výměře 5,02 km2.

## Historie
První písemná zmínka o obci pochází z roku 1543.

## Obyvatelstvo
[potřebuje aktualizovat]
|                                                                     | 1869 | 1880 | 1890 | 1900 | 1910 | 1921 | 1930 | 1950 | 1961 | 1970 | 1980 | 1991 | 2001 | 2011 |
| ------------------------------------------------------------------- | ---- | ---- | ---- | ---- | ---- | ---- | ---- | ---- | ---- | ---- | ---- | ---- | ---- | ---- |
| Obyvatelé                                                           | 215  | 237  | 214  | 272  | 281  | 290  | 267  | 131  | 141  | 143  | 98   | 89   | 95   | 114  |
| Domy                                                                | 31   | 33   | 34   | 37   | 39   | 40   | 44   | 43   | .    | 34   | 25   | 35   | 28   | 36   |
| Počet domů z roku 1961 je zahrnut v domech místní části Malá Veleň. |      |      |      |      |      |      |      |      |      |      |      |      |      |      |

## Kamenolom

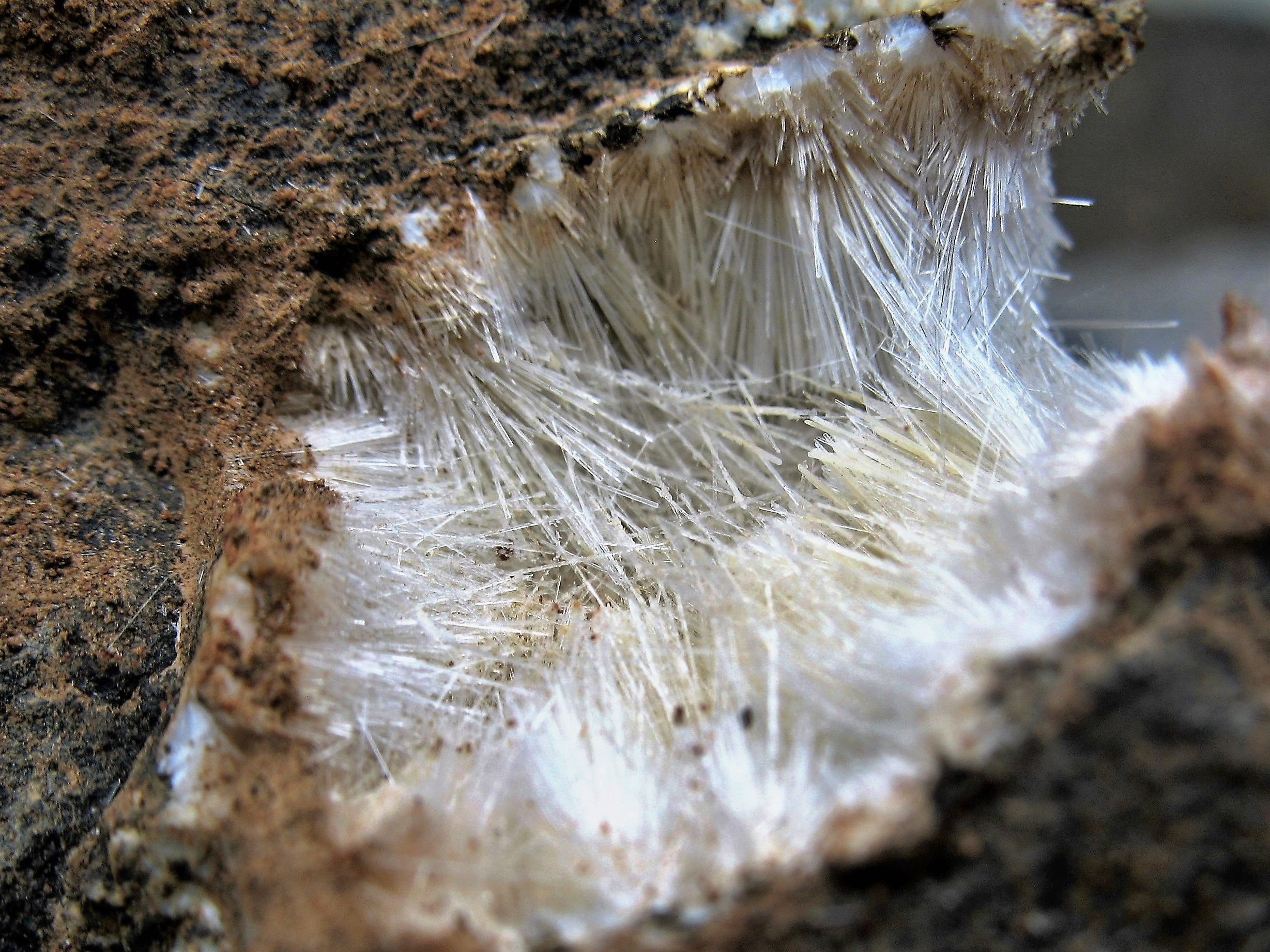
Bílé jehličkovité krystaly natrolitu v lomu Soutěsky

Na jižním úpatí kopce Hlídka (480 m n. m.) se v Soutěskách na pravém břehu Ploučnice nachází čedičový lom. Čedič se zde vyskytuje v podobě pětibokých sloupků o průměru kolem 20 – 50 centimetrů. Tento materiál, těžený bez použití trhavin, se používá především jako dekorační kámen, například pro výrobu prvků zahradní architektury. Obnažené stěny lomu jsou po ukončení těžby doporučeny k zachování ve stávající podobě a k ochraně jako významná geologická lokalita. Z mineralogického hlediska je zmiňován výskyt zajímavých zeolitů, zejména natrolitu.